# 学生独立連盟
学生独立連盟（がくせいどくりつれんめい、繁体字:學生獨立聯盟 英語: Students Independence Union）はすでに解散した香港独立派組織。最後の加入者は公民党の党員の 陳家駒だった。

## 主張
設立の目的は、すべての教育機関において学生組織の設立を支援し、校内から社会矛盾にいたるまで内部の問題から社会的な対立まで、学生の不正に抵抗する能力を高め、学生が団結し香港の終わりかけている本土文化を発展させ、大規模な抗議活動に備えることを目的とする。

## 主な活動

### 国家法公聴会への抗議
2018年5月5日に陳家駒は中華人民共和国の国歌の歌詞において、香港の若者を「人民の奴隷」にしていると国歌法を非難した。そして、国家を全く尊重できないと主張した。 演説の最後に「香港独立!、死ぬまで戦う(原文:香港獨立，以死相搏)」と叫び、「香港は中国ではない」という横断幕を掲げようとしたが、議長のチャウ・ホーディン周浩鼎に退場を命じられた。 

### 在香港英国領事館にて
2018年7月1日、学生独立連盟は、在香港英国総領事館の包囲を開始し、在香港領事との面会を要求するとともに、中国が中英共同宣言に違反していることを英国側に指摘した。 その間、警察との衝突が2回ありましたが、デモ隊は「平和的な集会」と主張した。

### 香港の米国領事館前でのデモ
2018年10月14日、ランタオ島周辺の埋め立て に反対した後、約100人が政府本部から在香港アメリカ総領事館に向かい、午後7時までに座り込みを行った。 15日の早朝に多数の警察官がきて、デモ参加者の持ち物検査を要求したとき、連合の招集者である陳家駒だけが、スタッフが嘆願書を受け取るまで残ってから帰ることを主張した。 警察は黄色い旗を3回掲げ、ビデオカメラでデモ参加者の顔を撮影した。 

### 香港理工大学による民主主義の壁事件への介入
香港理工大学による民主主義の壁事件への介入では、2019年3月1日、香港理工大学の懲戒審理委員会は、学生独立連盟の幹部であった看護学修士の何俊謙を、大学からの即時退学およびポリ大学への永久不入学の処分とする審理結果を通知した。
判定によると、何俊謙は2018年10月4日に、当時の臨時副主席である沈其平と登記官である莫志明を「共産党から金を心ゆくまで取って、共産党を心ゆくまで舐めている、クソッタレ(原文:屎忽鬼)」と非難する発言をしたことで、名誉毀損の罪に問われた。

### G20大阪サミットでの来日
2019年6月30日には、大阪でのG20大阪サミットに合わせ抗議活動と日本での講演のために香港民族党の陳浩天とともに陳家駒、鍾翰林も来日した。

### 時代力量との会談
2019年6月には、陳家駒、鍾翰林が台湾の政党時代力量との会談を行った。

### 国家安全法成立後
香港での国家安全法成立とともに学生独立連盟は2020年6月30日に解散した。
陳家駒はイギリスに亡命。 国家安全法違反により、指名手配となっている。

## 有名な成員
- 陳家駒（中国語版）
- 何俊謙（中国語版）